# Hej, mitt vinterland
Hej, mitt vinterland är en svensk sång med text och musik av Britt Lindeborg. Sången spelades in av Lena Conradson på EP-skivan Banjo Boy från år 1960.
Sången finns inspelad av bland annat Agnetha Fältskog och Linda Ulvaeus (1981) , en inspelning som den 13 december 1981 låg på Svensktoppen i en vecka på listans åttonde plats. Den har också spelats in av Renée Agén, Carola Häggkvist (1983), Samuelsons (1979), Vikingarna (1975), Lotta Engberg (1992), Wizex (1993), Magnus Carlsson (2001), Sanna Nielsen (2001) och Amy Diamond 2008.

## Publikation
- Julens önskesångbok, 1997, under rubriken "Nyare julsånger"